# Radar d'impulsos Doppler

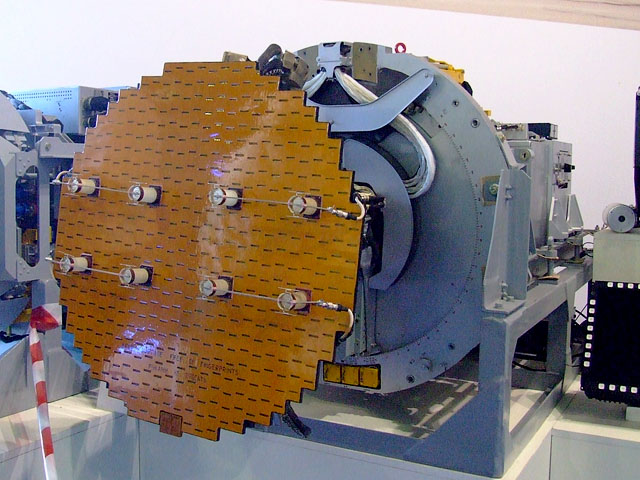
Antena d'un radar Doppler per impulsos

El radar Doppler per impulsos és un sistema de radar capaç no només de mesurar el rumb, distància i altitud d'un objecte, sinó també de detectar la seva velocitat. El seu sistema de localització es basa a emetre trens d'impulsos a una freqüència determinada i utilitzar el efecte Doppler per determinar la velocitat transversal relativa dels objectes. Aquest tipus de radars presenten ambigüitat en la mesura de distàncies pel que no són molt útils per a tasques de localització.

## Fonament físic

Radar per impulsos

El radar Doppler es basa en el fet que objectes en els quals hi ha moviment pel que fa al radar a la component perpendicular a la direcció d'il·luminació produeixen una alteració en la freqüència de l'ona electromagnètica quan aquesta incideix sobre ells. Els objectes que s'apropin a la font influiran positivament en la freqüència del ressò que produeixin i objectes que s'allunyin influiran negativament en aquesta relació, sent major la freqüència de l'ona emesa per la font que la del ressò. La diferència entre les freqüències emeses i rebudes permeten calcular la velocitat de l'objecte en moviment.
El càlcul de la velocitat es basa en el coneixement previ de la freqüència del radar, de la velocitat de la llum, del nombre d'impulsos emesos per segon i de la diferència entre la freqüència emesa i la produïda pel seu eco rebotat.
{\displaystyle f'=f.{\bigg (}{\frac {v\pm v_{o}}{v\mp v_{s}}}{\bigg )}}

### Processament dels senyals

Principi del sònar

El receptor de vídeo processa amb filtres de velocitat Doppler o circuits de processament de senyals digitals que s'usen per determinar velocitat. Els més moderns radars d'impulsos Doppler desmodulen els senyals d'entrada de radiofreqüència cap a una freqüència central a zero, anterior al mostreig digital. Això es fa per reduir biaixos computacionals, ja que el senyal demodulat pot ser rebaixat quantitativament i així reduir la suma de dades que cal emmagatzemar. El senyal resultant és usualment denominat complex demodulat, o  IQ-data , on IQ es dona  en-fase  i en quadratura-fase , reflectint el fet que el senyal és un nombre complex, amb una part real i una altra imaginària.
Per exemple, un senyal modulat pot ser {\displaystyle S(t)=\cos(\omega _{0}t+\phi (t))}, i després pot ser demodulat usant:
{\displaystyle IH(t)=S(t)\cos(\omega _{0}t)} i {\displaystyle QH(t)=S(t)\sin(\omega _{0}t)}
Usant un filtre passa-baix en ambdós dominis de temps, IH (t) i QH (t) permet el següent:
{\displaystyle I(t)=\cos(\phi (t)+\phi )} i {\displaystyle Q(t)=\sin(\phi (t)+\phi )}
Cal tenir en compte que I (t) no seria suficient perquè el senyal es perd. Tenint a R (t) ja Q (t) permetrà al radar mapejar apropiadament i proveir les velocitats Doppler.